# Blacus trapezoides
Blacus trapezoides är en stekelart som beskrevs av Van Achterberg 1976. Blacus trapezoides ingår i släktet Blacus, och familjen bracksteklar. Inga underarter finns listade.